# Syama Prasad Mukherjee
 (octobre 2016).
Le contenu est difficilement compréhensible vu les erreurs de traduction, qui sont peut-être dues à l'utilisation d'un logiciel de traduction automatique.
Syama Prasad Mukherjee, parfois Syama Prasad Mookerjee (6 juillet 1901 – 23 juin 1953) était un homme politique indien, avocat et académicien, qui a servi comme Ministre de l'Industrie et de l'Approvisionnement sous le mandat du Premier Ministre Jawaharlal Nehru. À la suite de dissensions avec Nehru, Mukherjee quitte le Congrès national indien et fonde le Bharatiya Jana Sangh, parti de l'aile droite nationaliste (qui deviendra le BJP) en 1951.

## Jeunesse et début de carrière universitaire
Syama Prasad Mukherjee est né dans une famille bengalie le 6 juillet 1901 à Calcutta,. Son père était Sir Ashutosh Mukherjee, un juge de la Haute Cour de Calcutta, au Bengale, qui a également été Vice-Chancelier de l'Université de Calcutta,. Sa mère était Dame Jogamaya Devi Mukherjee. Syama Prasad avait 3 frères : Rama Prasad, né en 1896, Uma Prasad, né en 1902 et Bama Prasad Mukherjee, né en 1906. Il avait aussi 3 sœurs : Kamala, née en 1895, Amala, née en 1905 et Ramala, née en 1908.
Il étudie à partir de 1906 à la Mitra Institution, à Calcutta. En 1917, il est admis au sein du Presidency College,. Premier à l'examen "Inter Arts" en 1919, il obtient son diplôme d'anglais en 1921. Il épouse Sudha Devi, le 16 avril 1922. Mukherjee obtient en 1923 un M.A. en bengali et achève son B.L. en 1924. Il obtient le statut de fellow du Sénat[Quoi ?] en 1923.
Devenu avocat à la Haute Cour de Calcutta en 1924, l'année même où son père meurt, il quitte l'Inde pour l'Angleterre en 1926 et achève sa formation de juriste au sein de la Lincoln's Inn et rejoint le Barreau britannique. À l'âge de 33 ans, il devient le plus jeune vice-chancelier de l'Université de Calcutta, en 1934, et occupe ce poste jusqu'en 1938. Durant ce mandat, Tagore livre la première allocution de l'histoire en langue bengalie. La langue vernaculaire devient à cette époque un sujet d'examen à l'université,.

## Carrière politique avant l'Indépendance
Le début de la carrière politique de Syama Prasad Mukherjee semble commencer en 1929, avec son entrée dans le Conseil législatif bengali, où il siège en tant que représentant du Congrès national indien (INC). Mukherjee démissionne toutefois de cette instance l'année suivante, à la suite de la décision de l'INC de boycotter l'assemblée législative. [pas clair]Il contestera l'élection[Laquelle ?] en tant que candidat indépendant et a été élu[style à revoir] dans la même année[Quand ?]
Mukherjee est élu au Congrès[précision nécessaire] en 1937, lors des élections qui mettent au pouvoir la coalition Krishak Praja Party-Ligue musulmane,. Nommé ministre des Finances de la province du Bengale en 1941, il démissionne le 20 novembre 1942, l'accusant le gouvernement britannique d'essayer de tenir à l'Inde en vertu de tous les coûts et les critisiced ses politiques répressives contre le Mouvement Quit India[incompréhensible],.

### Chef de file de l'Hindu Mahasabha
Mukherjee a rejoint la Hindu Mahasabha en 1939, et en devient le président par intérim de la même année. Il a été nommé comme le travail le président de l'organisation, en 1940. le 11 février 1941, Mukherjee a déclaré à un Hindou rallye que si les Musulmans voulaient vivre au Pakistan, ils devraient "pack sac et bagages et de quitter l'Inde... (à) chaque fois que qu'ils aiment".
Mukherjee, a pris en charge la partition du Bengale, en 1946, d'empêcher l'inclusion de ses Hindou-la majorité des régions à majorité Musulmane du Pakistan oriental ; d'Une réunion tenue par th Mahasabha le 15 avril 1947 à Tarakeswar autorisé à prendre des mesures pour assurer la partition du Bengale. Le 2 mai 1947, il a écrit une lettre à Lord Mountbatten en lui disant que Bengale doit être partitionné même si l'Inde n'était pas partitionnée. Il s'opposait aussi à l'échec d'une candidature pour un royaume, mais indépendante du Bengale faite en 1947 par Sarat Bose, le frère de Subhas Chandra Bose, et Huseyin Shaheed Suhrawardy, un Bengali Musulman politicien,.
Ses vues ont été fortement influencées par le génocide Noakhali dans l'Est du Bengale, où des foules appartenant à la ligue Musulmane ont massacré des Hindous en grand nombre.

### Opposition au mouvement «Quit India»
À la suite de la Hindu Mahasabha officiel de la décision de boycotter le mouvement Quit India  comme les communistes, et la Ligue Musulmane,, Mukherjee a écrit une lettre au Gouvernement Britannique quant à la façon de réagir aux "Quit India" le mouvement. Dans cette lettre, datée du 26 juillet 1942, il écrit:
 “Permettez-moi maintenant de vous référer à la situation qui peut être créé dans la province à la suite de toute circulation généralisée lancée par le Congrès. N'importe qui, qui, pendant la guerre, les plans de remuer la masse sentiment, résultant de troubles internes ou de l'insécurité, il faut résister par tous les gouvernements qui peut fonctionner pour le moment” ,
 Mukherjee, dans cette lettre, a réaffirmé que le Fazlul Haq led Bengale Gouvernement, de concert avec son partenaire de l'alliance Hindu Mahasabha ferait tous les efforts possibles pour vaincre le Mouvement Quit India dans la province du Bengale et fait une proposition concrète en ce qui concerne ceci:
 “La question est de savoir comment lutter contre ce mouvement (Quit India) au Bengale? L'administration de la province doit être réalisée de telle manière que, en dépit des meilleurs efforts des Congrès, ce mouvement ne pourront pas prendre racine dans la province. Il devrait être possible pour nous, en particulier des Ministres responsables, pour être en mesure de dire au public que la liberté pour laquelle le Congrès a commencé le mouvement, déjà appartient aux représentants du peuple. Dans certains domaines, il peut être limitée pendant la situation d'urgence. Les indiens ont confiance en la British, pas de souci pour la Grande-Bretagne, non pas pour un quelconque avantage que les Britanniques auraient tout à gagner, mais pour l'entretien de la défense et de la liberté de la province elle-même. Vous, en tant que Gouverneur, fonctionnera comme la constitutionnelles, de la tête de la province et sera guidée entièrement sur les conseils de votre Ministre.
"Shyam Prasad terminé la lettre avec une discussion au mouvement de masse organisé par le Congrès. Il a exprimé la crainte que le mouvement serait de créer un désordre intérieur et mettra en danger la sécurité interne pendant la guerre par l'excitant sentiment populaire et il est d'avis qu'aucun gouvernement au pouvoir a à la supprimer, mais que, selon lui, ne pouvait pas être fait uniquement par la persécution.... Dans cette lettre, il mentionne point sages les mesures à prendre pour faire face à la situation.... " 
.

## Carrière politique après l'Indépendance

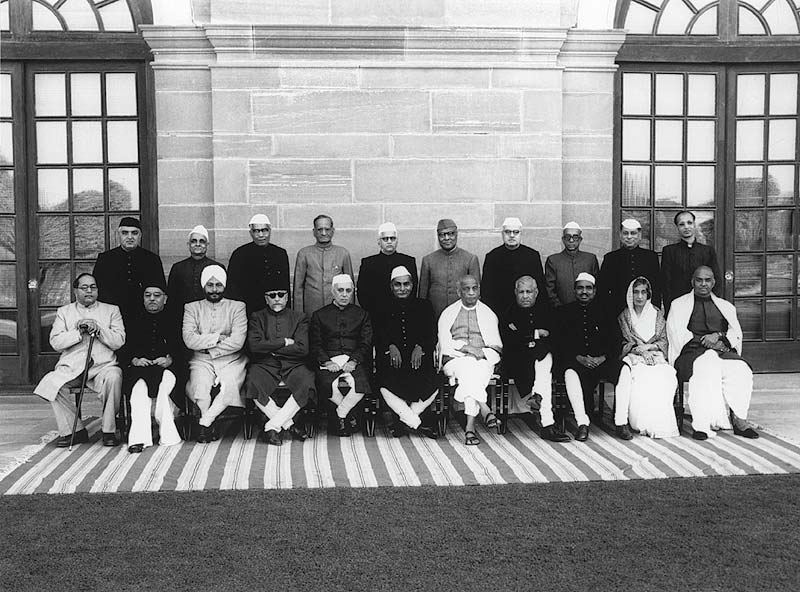
(De g à d assise) B. R. Ambedkar, Rafi Ahmed Kidwai, Sardar Baldev Singh, Maulana Abul Kalam Azad, Jawaharlal Nehru, Rajendra Prasad, Sardar Patel, John Mathai, Jagjivan Ram, Amrit Kaur et de Syama Prasad Mukherjee. (De gauche à droite debout) Khurshed Lal, R. R. Diwakar, Mohanlal Saksena, N. Gopalaswami Ayyangar, N. V. Gadgil, K. C. Neogy, Jairamdas Daulatram, K. Santhanam, Satya Narayan Sinha et B. V. Keskar.

Le premier Ministre Jawaharlal Nehru intronisé Mukherjee dans l'Intérim du Gouvernement Central en tant que Ministre de l'Industrie et de l'Approvisionnement , le 15 août 1947. Mukherjee a commencé à avoir des différences avec Mahasabha après l' assassinat du Mahatma Gandhi dans lequel l'organisation a été blâmé par Sardar Patel pour la création d'une atmosphère dans le pays qui a conduit à Gandhi et à son meurtre. Mukherjee a suggéré l'organisation de suspendre ses activités politiques de gauche et de l'organisation dans la même année, peu de temps après il le fait,,.
Mukherjee a démissionné avec K. C. Neogy du Cabinet le 8 avril 1950 à cause d'un désaccord à propos de l' 1950 Delhi Pacte avec le Premier Ministre Pakistanais, Liaquat Ali Khan. Mukherjee a été fermement à l'encontre de leur conjoint pacte d'établir des minorités commissions et de garantir les droits des minorités dans les deux pays, car il pensait que c'gauche Hindous dans l'Est du Bengale à la miséricorde du Pakistan. En s'adressant à un rassemblement dans la ville de Calcutta, le 21 mai, il a déclaré qu'un échange de population et des biens au niveau du gouvernement, sur la base régionale entre le Bengale oriental et Indien états de Tripura, de l'Assam, du Bengale occidental et le Bihar était la seule option possible dans la situation actuelle,,.
Après consultation avec M. S. Golwalkar du Rashtriya Swayamsevak Sangh (RSS), Mukherjee, a fondé le parti Bharatiya Jana Sangh, le 21 octobre 1951 à Delhi et il en devint le premier Président. En 1952, les élections, le parti Bharatiya Jana Sangh (BJS) remporte 3 sièges dans le Parlement de l'Inde , y compris Mukherjee son propre siège. Il avait formé le Parti National Démocratique au sein du Parlement, qui se composait de 32 membres du parlement et 10 de membres de la Rajya Sabha, qui, cependant, n'a pas été reconnu par le haut-parleur comme un parti d'opposition. Le BJS a été créé avec l'objectif de l'édification de la nation et de la "nationalisation" tous les non-Hindous par "inculquer Bharatiya de la Culture". Le parti a été idéologiquement proche de la RSS et largement considéré comme le promoteur du Nationalisme Hindou.

## Avis sur le statut d'autonomie de l'État du Jammu-et-Cachemire
Mukherjee est fermement opposé à l'Article 370 de voir comme une menace pour l'unité du pays et se sont battus contre elle à l'intérieur et à l'extérieur du parlement, avec l'un des objectifs du Bharatiya Jana Sangh être abrogation de l'article. Il a appelé les ententes en vertu de l'article Balkanisation de l'Inde et de trois de la nation la théorie de Cheikh Abdullah,,. L'état a acquis son propre drapeau avec le Premier Ministre, dont l'autorisation est nécessaire pour toute personne d'entrer dans l'état. En opposition à cela, pranab Mukherjee, a dit une fois "Ek desh mein ne Vidhan, ne Pradhan aur Ne Nishan nahi chalenge" (Un seul pays ne peut pas avoir deux constitutions, deux premiers ministres et deux Emblèmes Nationaux). Bharatiya Jana Sangh avec Hindu Mahasabha et Praja Parishad ont lancé une vaste Satyagraha pour obtenir les dispositions supprimées,.
Mukherjee est allé visiter le Cachemire en 1953 illégalement, et ont observé une grève de la faim pour protester contre la loi qui interdit aux citoyens Indiens de s'installer au sein de l'état et l'obligation de porter des cartes d'identité. Mukherjee, a voulu aller à l'état de Jammu-et-Cachemire, mais, en raison de la vigueur du système des permis, il n'était pas donné la permission. Il a été arrêté le 11 mai à Lakhanpur lors de la traversée de la frontière du Cachemire illégalement,. Bien que la carte d'identité de la règle a été révoquée en raison de ses efforts, il est mort d'un détenu, le 23 juin 1953, dans des circonstances mystérieuses.
Cependant, avant sa mort, il avait accepté une formulation de l'autonomie de l'état de Jammu-et-Cachemire, avec plus d'autonomie pour chaque région de Jammu, le Cachemire et le Ladakh. Dans une lettre du 17 février 1953 à Nehru, dans laquelle il suggère:
"(1) les Deux parties réaffirment que l'unité de l'État sera maintenue et que le principe de l'autonomie va s'appliquer à la province de Jammu-et aussi pour le Ladakh et le Cachemire de la Vallée.
(2) la mise en Œuvre de Delhi accord—qui a accordé un statut spécial à l'État, sera présenté à la prochaine session de l'état de Jammu-et-Cachemire Assemblée Constituante.”
Selon Balraj Madhok, qui plus tard est devenu le Président de la Jana Sangh, la partie a retiré son engagement à l'autonomie de l'État et de l'autonomie régionale en vertu de la directive de la RSS siège à Nagpur,.

## Vie personnelle
Mukherjee frère aîné Rama Prasad est devenu un juge de la Haute Cour de Calcutta , tandis que le frère cadet de l'Uma est devenu célèbre comme un randonneur et un écrivain de voyage. Il a été marié à Sudha Devi pour les 11 ans et a eu cinq enfants – le dernier, un fils de quatre mois, est mort de la diphtérie. Sa femme est morte d'une double pneumonie peu de temps après, en 1933 ou 1934,,. Shyama Prasad a refusé de se remarier après sa mort. Les noms de ses deux fils ont été Anutosh et Debatosh, tandis que ses deux filles ont été Sabita et Arati. Son grandniece Kamala Sinha a servi comme Ministre d'État aux affaires Extérieures, à l' I. K. Gujral ministère.

## Mort
Mukherjee a été arrêté en entrant dans le Cachemire, le 11 mai 1953. Avec deux de ses compagnons arrêtés, il est emprisonné à la Prison Centrale de Srinagar. Plus tard, ils ont été transférés dans un chalet à l'extérieur de la ville. Son état a commencé détérioration, et il a commencé à ressentir des douleurs dans le dos et à haute température, dans la nuit entre 19 et 20 juillet. Il a été diagnostiqué avec sèche pleurésie dont il avait également souffert en 1937 et 1944. Le docteur Ali Mohammad lui prescrit un streptomycine et d'injection de poudres, cependant il a informé que son médecin de famille lui avait dit que la streptomycine n'a pas fonction de son système. Le médecin toutefois lui a dit que de nouvelles informations sur le médicament était venu à la lumière, et lui assura qu'il serait bien. Le 22 juin, il a ressenti une douleur dans la région du cœur, a commencé prespiring et a commencé à se sentir comme s'il était à l'évanouissement. Il a ensuite été déplacé à l'hôpital et à titre provisoire un diagnostic de crise cardiaque. Il est mort un jour plus tard, dans des circonstances mystérieuses,,. Le gouvernement de l'état a déclaré qu'il était mort le 23 juin à 3:40 en raison d'une crise cardiaque,,.
À sa mort en garde à vue soulevées à l'échelle de la suspicion à travers le pays et les demandes pour une enquête indépendante ont été soulevées, y compris le sérieux à la demande de sa mère, Jogamaya Devi, Jawaharlal Nehru. Nehru a déclaré qu'il avait demandé à partir d'un certain nombre de personnes qui étaient au courant des faits et, selon lui, il n'y a pas de mystère derrière Mukherjee est mort. Jogamaya Devi n'a pas accepté de Nehru réponse et a demandé la mise en place d'une enquête impartiale. Nehru, cependant, ignoré la lettre et aucune enquête de la commission a été mis en place. Mukherjee est mort donc reste un sujet de controverse.
Une seule infirmière, Rajdulari Tiku était présent à ses côtés à l'hôpital. Selon elle, quand Mukherjee a commencé à pleurer, à l'agonie pour un médecin, elle a récupéré le Dr Jagannath Zutsi. Le médecin lui a trouvé dans un état grave et a appelé le Dr Ali. Mukherjee l'état de gardé détériore, et il est mort à 2:25,
S. C. Das prétend que Mukherjee a été assassiné en alléguant que l'infirmière a dit Mukherjee, la fille de Sabita que Zutshi a donné son père toxique poudre après quoi il a commencé à crier et il est mort. Atal Bihari Vajpayee, revendiquée en 2004 que l'arrestation de Mukherjee dans l'état de Jammu-et-Cachemire a été un "Nehru de la conspiration".

## Héritage

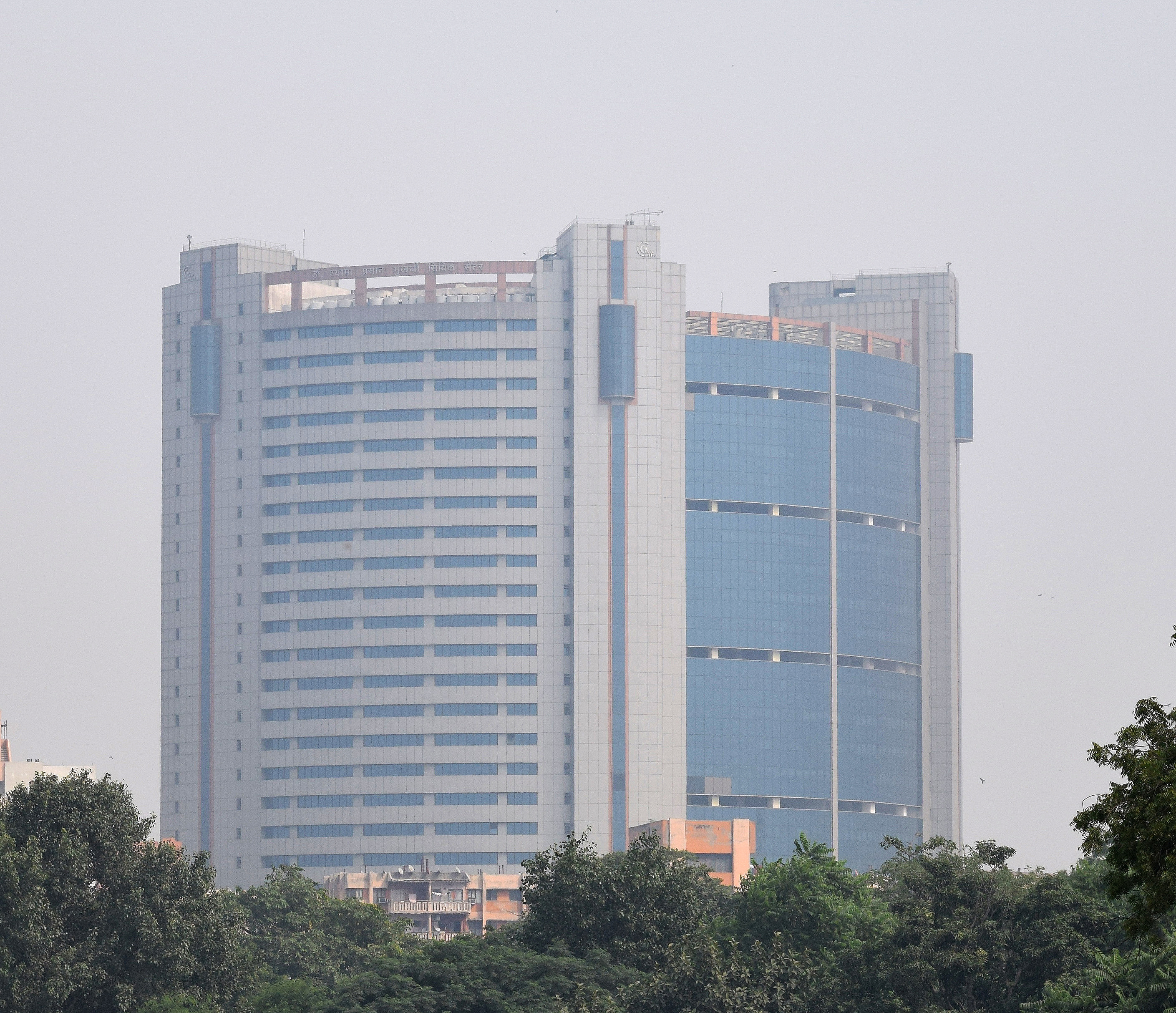
Le Dr Shyam Prasad Mukherjee Civic Centre - Siège de la Corporation Municipale de Delhi

Le 22 avril 2010, la Corporation Municipale de Delhi's (MCD) nouvellement construit Rs. 650-crore bâtiment (le bâtiment le plus haut de new Delhi) a été nommé le Médecin de Syama Prasad Mukherjee Centre Civique. La Civic Centre a été inauguré par le Ministre de l'intérieur, P. Chidambaram. Le bâtiment, qui est estimée pour répondre aux 20 000 visiteurs par jour, abritera aussi des différentes ailes et les bureaux de la base de données CENTRALE. La base de données CENTRALE a également construit la de Syama Prasad Complexe de Piscine qui a accueilli animations aquatiques pendant les Jeux du Commonwealth de 2010 tenue à New Delhi.
Le 27 août 1998, le conseil Municipal d'Ahmedabad nommé un pont après Mukherjee. Delhi a une route principale, nommée d'après Mukherjee, a appelé Shyama Prasad Mukherjee Marg. Kolkata trop a une route principale, appelée Shyama Prasad Mukherjee Route.
En 2001, le principal financement de la recherche de l'institut du Gouvernement de l'Inde, CSIR, a institué une nouvelle fraternité nommé d'après lui. le 15 janvier 2012, un pont à Mathikere dans Bangalore Limites de la Ville a été inauguré et a nommé le Dr Syamaprasad Mukherjee Pont.
En 2014, un polyvalent intérieur du stade construit sur l' Université de Goa campus de Goa a été nommé d'après Mukherjee. En 2015, le Gouvernement de l'Inde a lancé Shyama Prasad Mukherjee Rurban Mission économique, social et de développement des infrastructures dans les zones rurales et de créer 300 zones semi-urbaines d'endiguer l'augmentation de la migration vers les zones urbaines. Ce régime a été mis en œuvre en février 2016,.
Le gouvernement de l'Inde a approuvé la Shyama Prasad Mukherji Rurban Mission (SPMRM) avec un investissement de Rs. 5 142,08 crores roupies le 16 septembre 2015. La Mission a été lancée par le Premier Ministre le 21 février 2016 à Kurubhata, Murmunda Rurban Cluster, Rajnandgaon, Chattisgarh,.